# Erwin Heerich

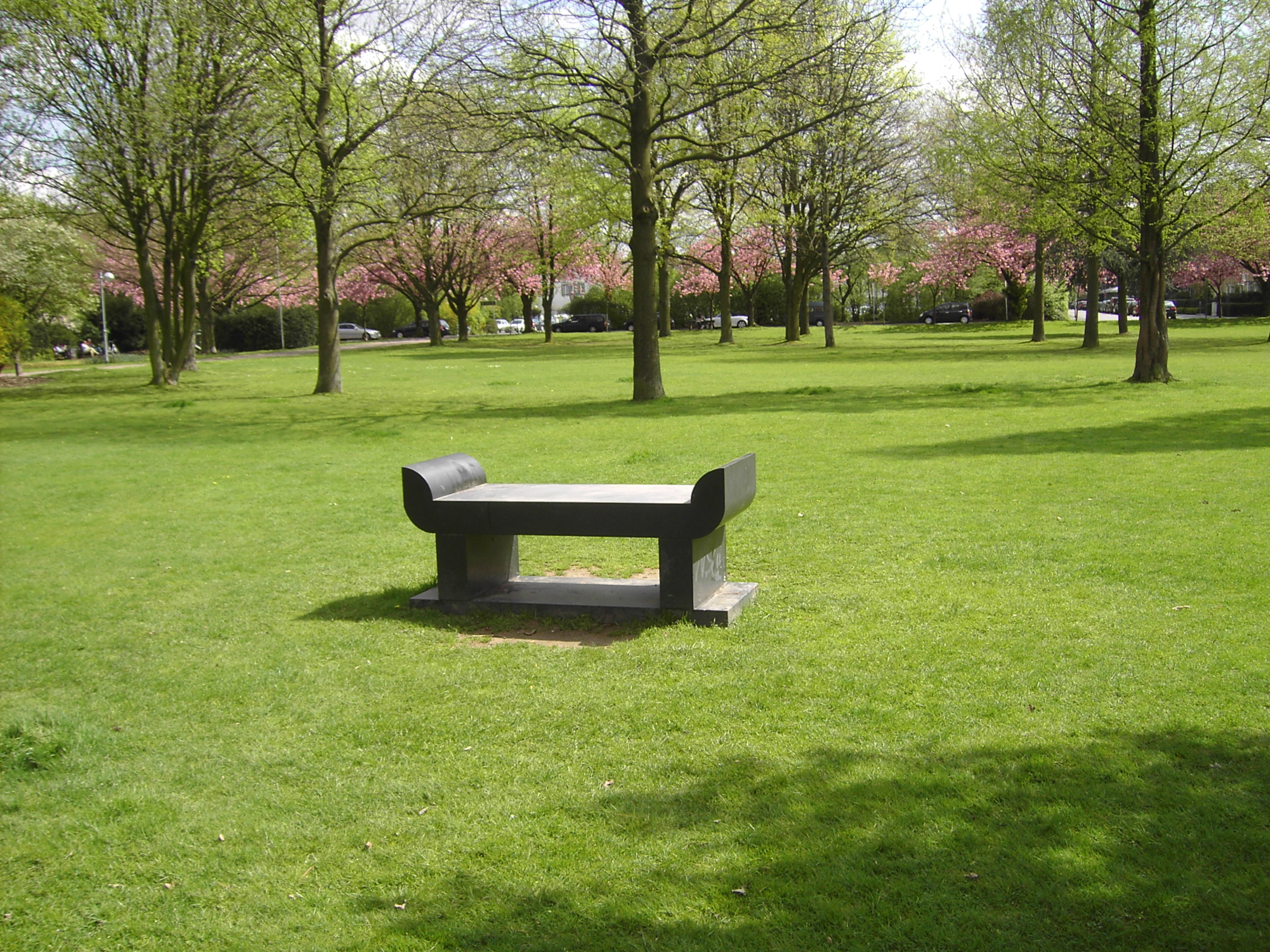
Erwin Heerich: bank, Meerbusch-Büderich

Erwin Heerich (Kassel, 29 november 1922 - Meerbusch-Osterath, 6 november 2004) was een Duitse graficus en beeldhouwer.

## Leven en werk
Kenmerkend aan het werk van de in Noordrijn-Westfalen en daar buiten redelijk bekende tekenaar en beeldhouwer Erwin Heerich zijn de geometrische vormen die door hem, ondanks hun mathematische strengheid, toch op intuïtieve wijze ontwikkeld werden.
Sinds de jaren tachtig van de twintigste eeuw ontwierp hij ook gebouwen, die hij zelf als van binnen begaanbare sculpturen beschouwde. De isometrie die ten grondslag ligt aan zijn bouwwerken en beelden heeft bij nadere beschouwing vaak ook irrationele aspecten in zich. Heerich bedacht vele gebouwen voor het Museum Insel Hombroich bij Neuss die hij in samenwerking met de bouwkundige Hermann Müller uit Düsseldorf uitwerkte. In deze werken slaagde hij erin zuivere vormen, compromisloze esthetica en voorwaarden voor praktisch gebruik te combineren.

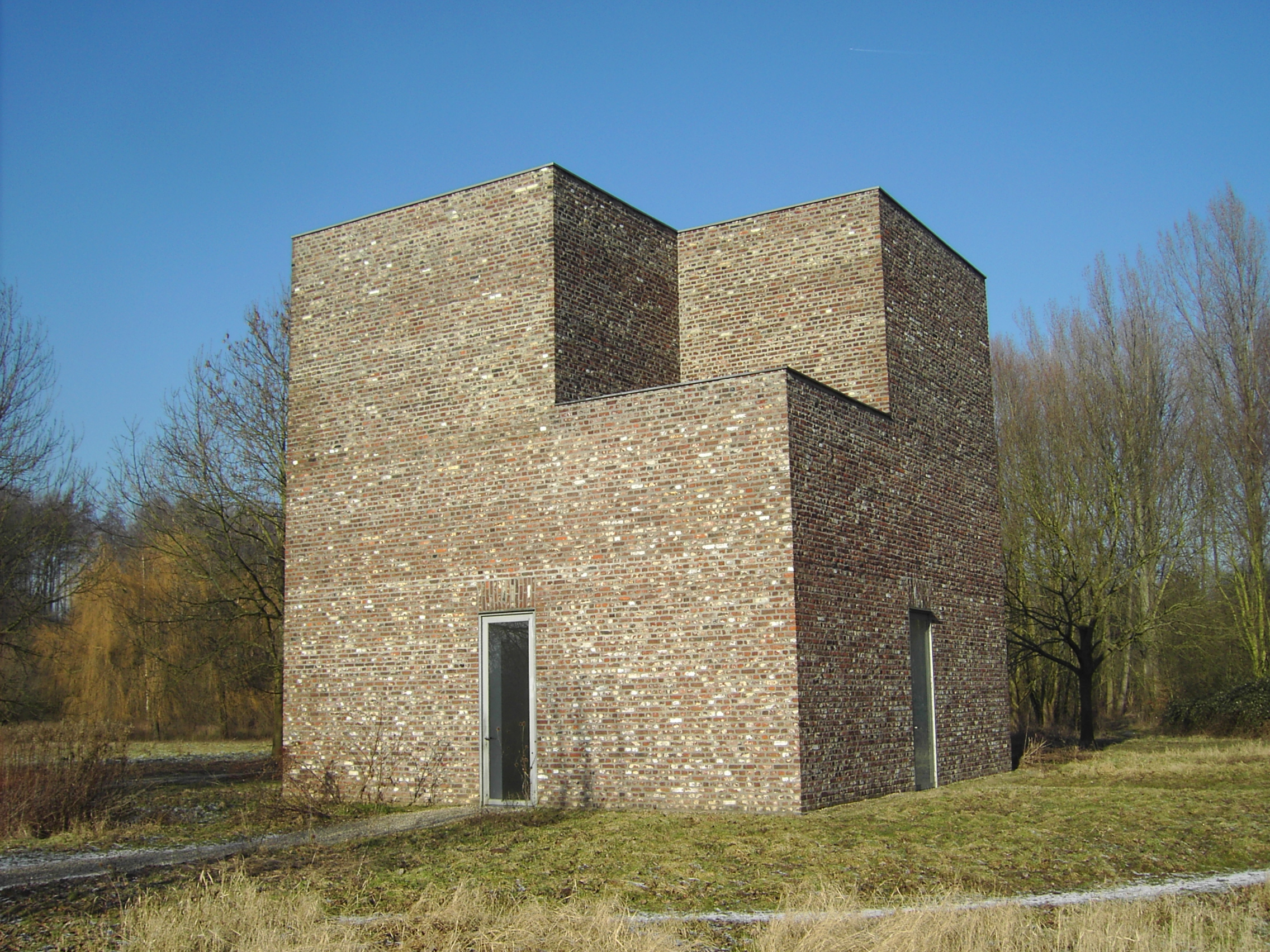
Erwin Heerich: Turm, Museumsinsel Hombroich
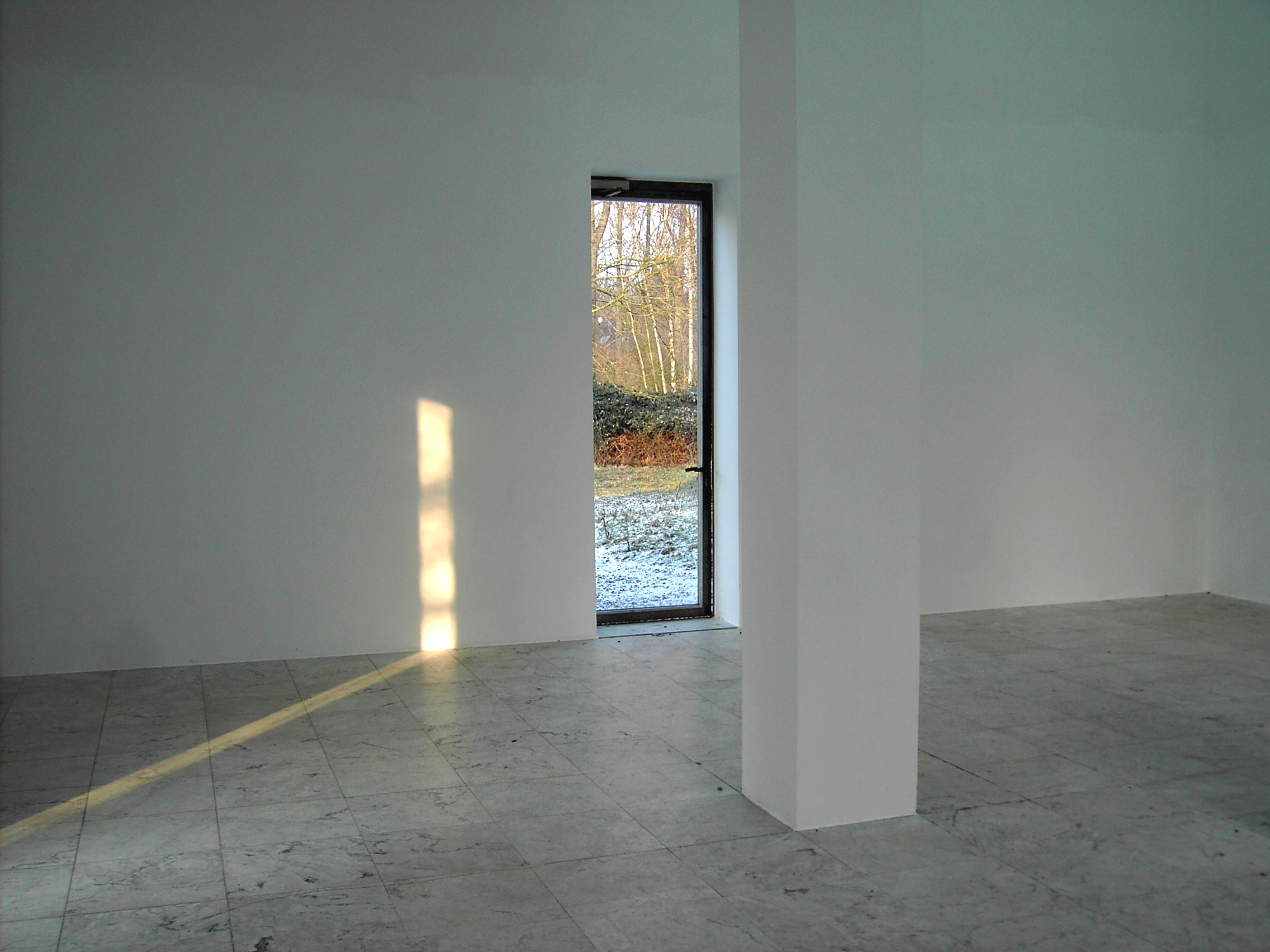
Erwin Heerich: Turm (binnen), Museumsinsel Hombroich
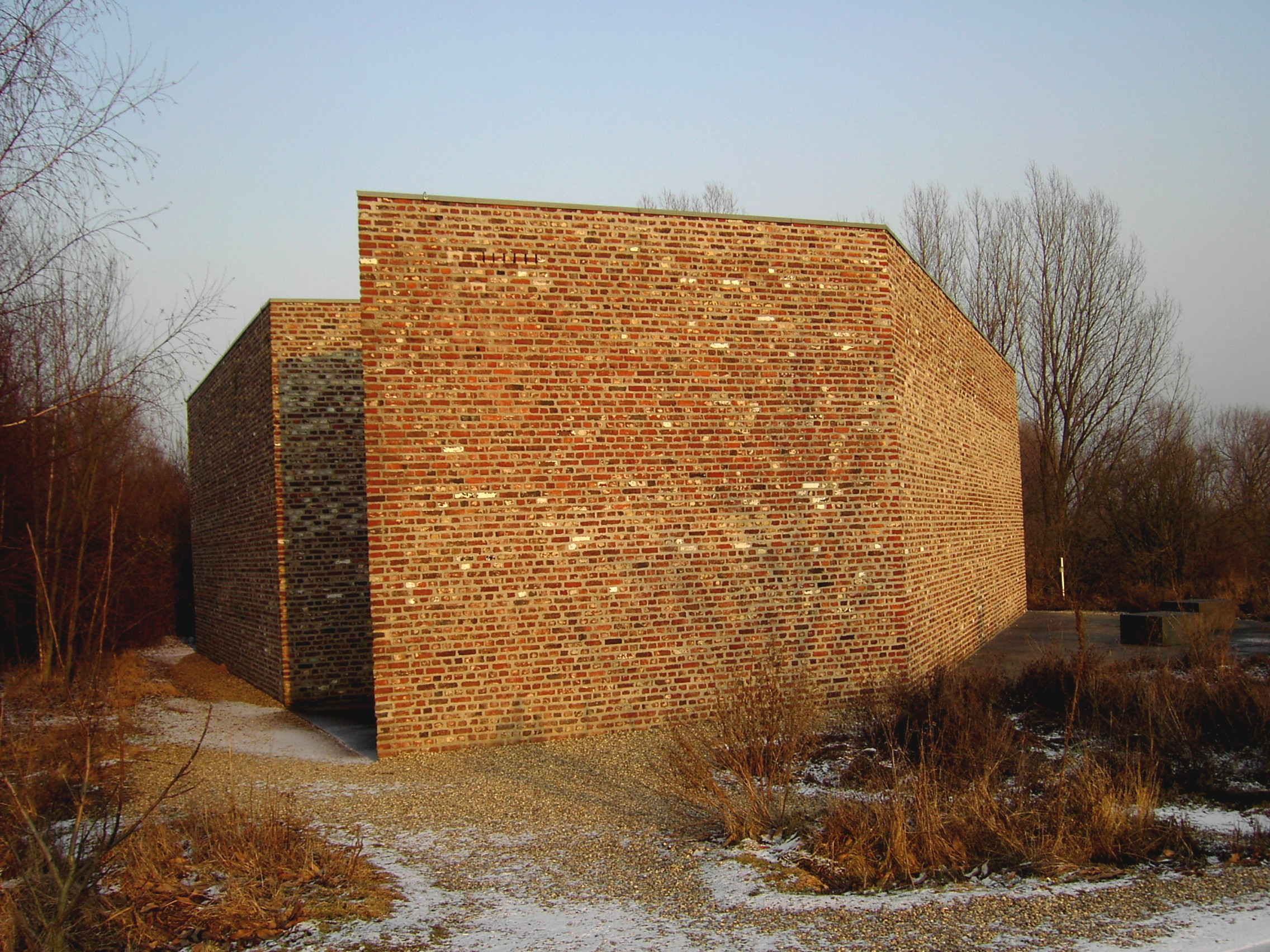
Erwin Heerich: Schnecke, Museumsinsel Hombroich
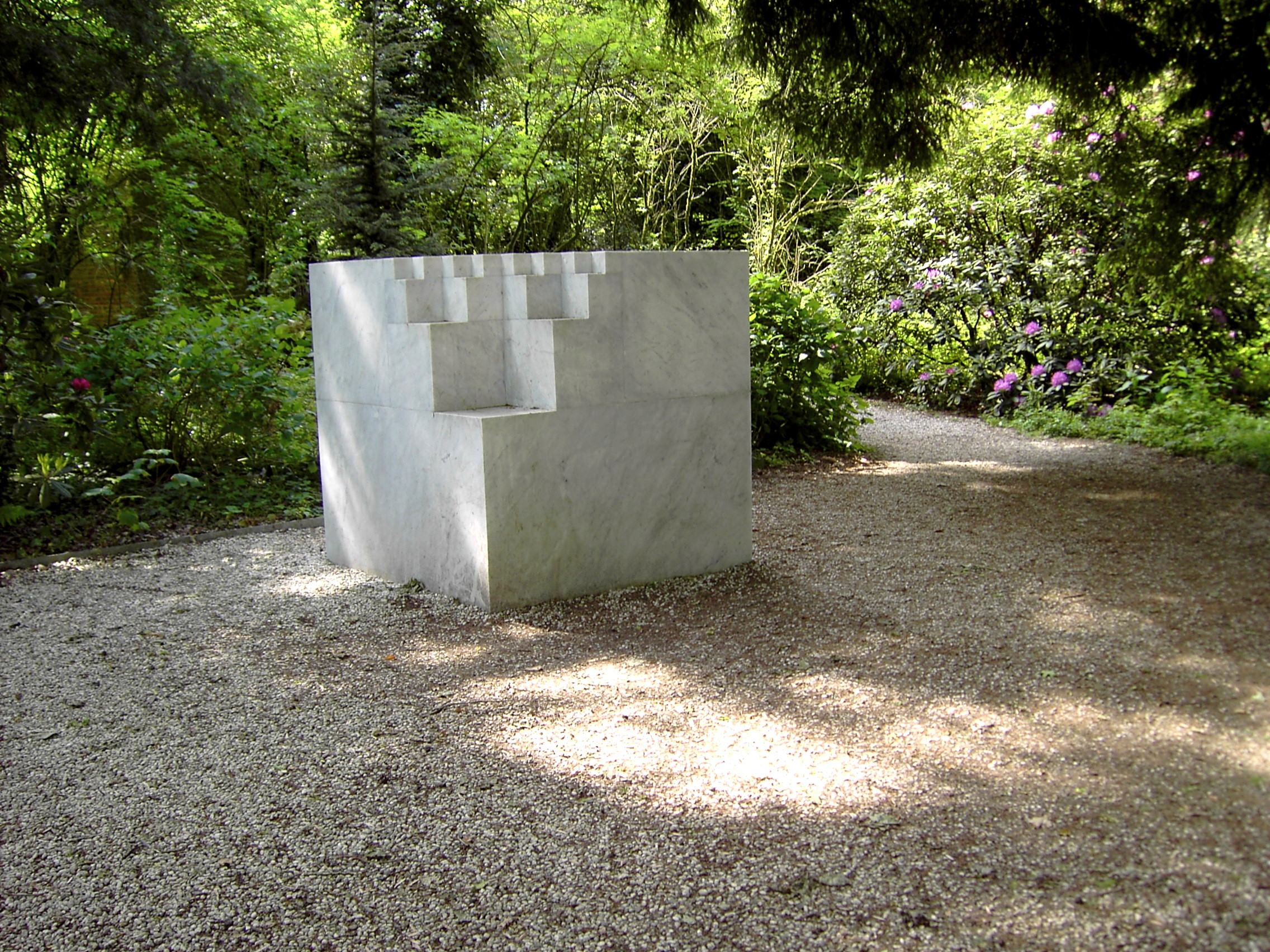
Erwin Heerich: Skulpturenfeld (detail), Museumsinsel Hombroich

Heerich heeft zijn plastische ideeën herhaaldelijk besproken en daarbij legde hij uit dat het hem nooit ging om het perfect nabootsen van de werkelijkheid, maar dat zijn interesse steeds naar bouwkundige principes was uitgegaan. Heerich kreeg les van Ewald Mataré en maakte in het begin wel herkenbare onderwerpen.
In de jaren zestig en zeventig van de twintigste eeuw ontwikkelde hij een groot aantal vormen als tekening en als kartonnen beelden. Uit dit repertoire aan vormen kon hij later steeds weer putten bij het maken van werken in andere materialen en andere dimensies.
Na de Tweede Wereldoorlog was Heerich de eerste leerling van Ewald Mataré nadat deze weer aan de Kunstacademie Düsseldorf was aangesteld. Nadien had hij zelf bijna twee decennia lang een aanstelling als professor (beeldhouwkunst) aldaar.
Hij was lid van de Akademie der Künste in Berlijn en won onder andere de Will Grohmann-prijs, de Piepenbrock Preis für Skulptur en de Max Beckmann-prijs. Zijn werk was te zien op vele tentoonstellingen in Duitsland en daarbuiten.

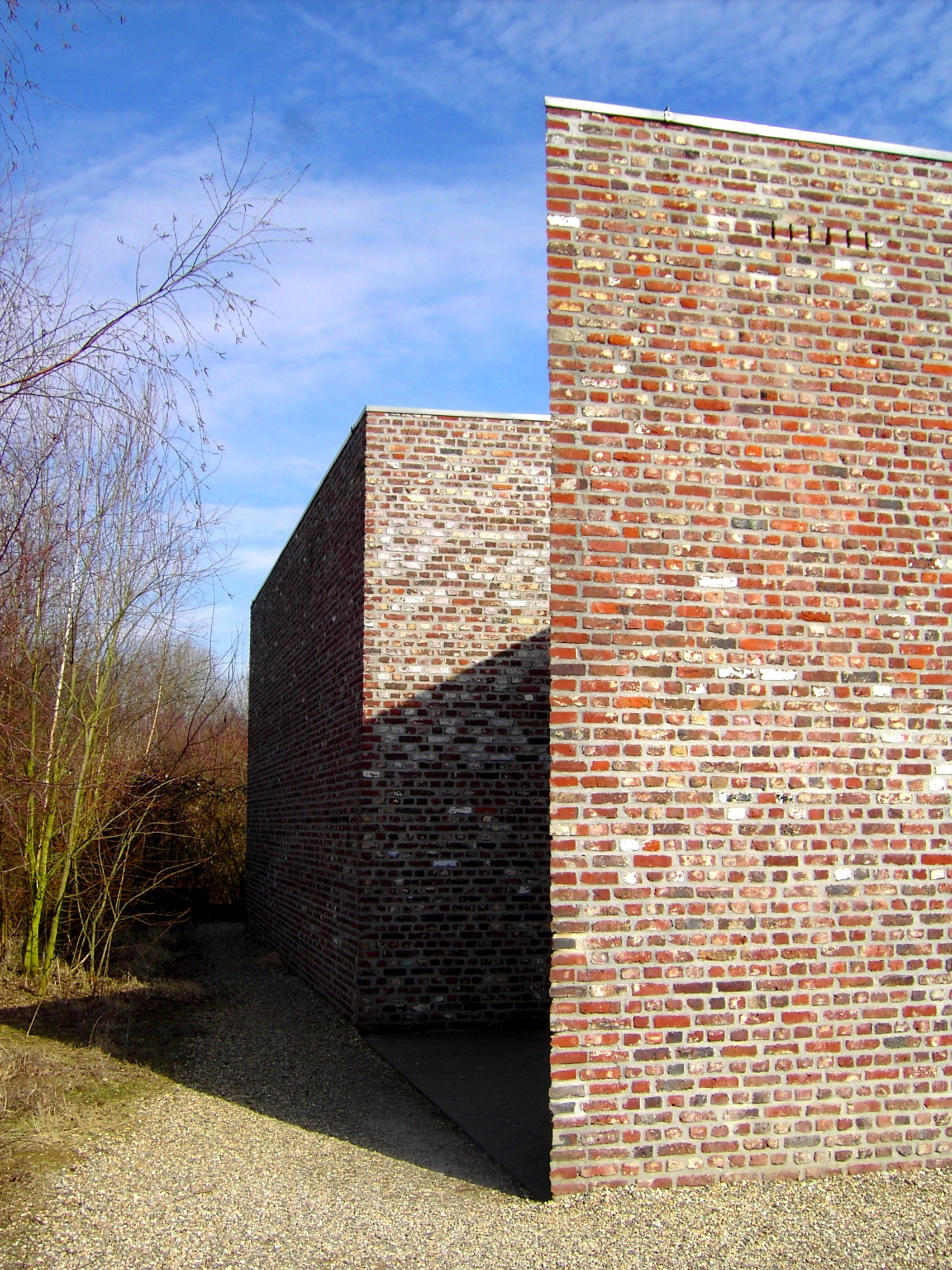
Erwin Heerich: "Schnecke", Museumsinsel Hombroich
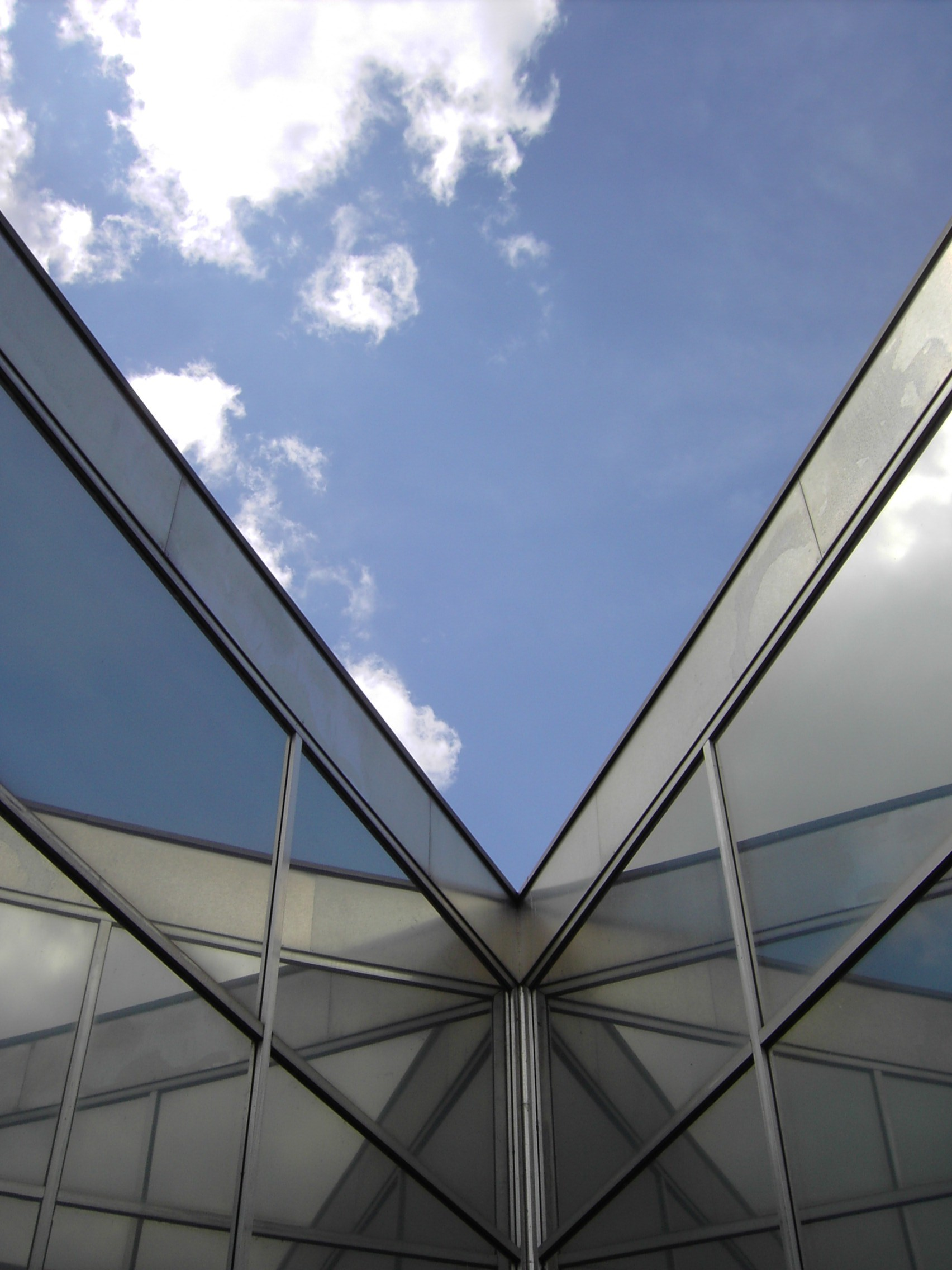
Erwin Heerich: "Schnecke" (Detail)
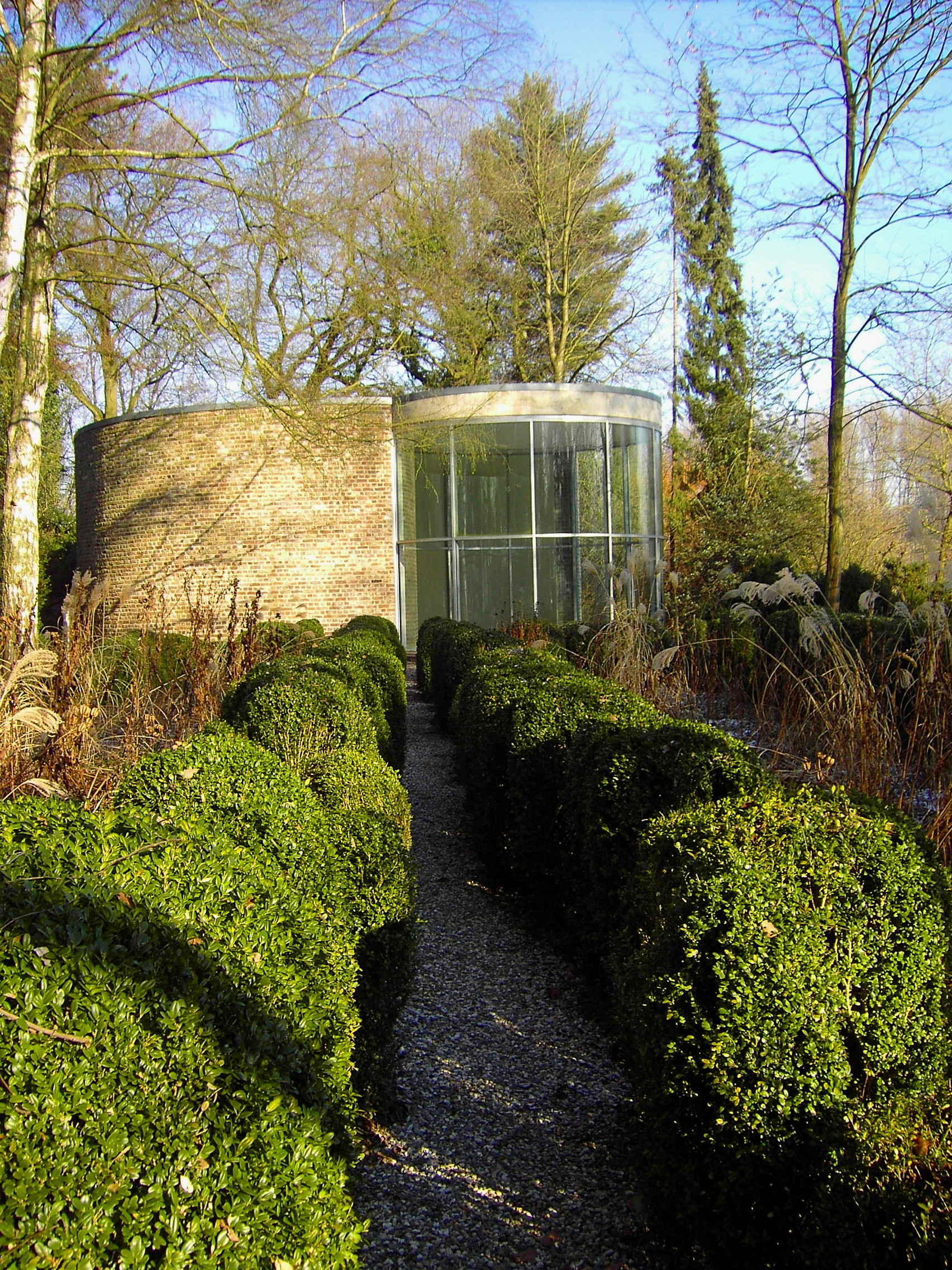
Erwin Heerich: Graubner-paviljoen, Museumsinsel Hombroich
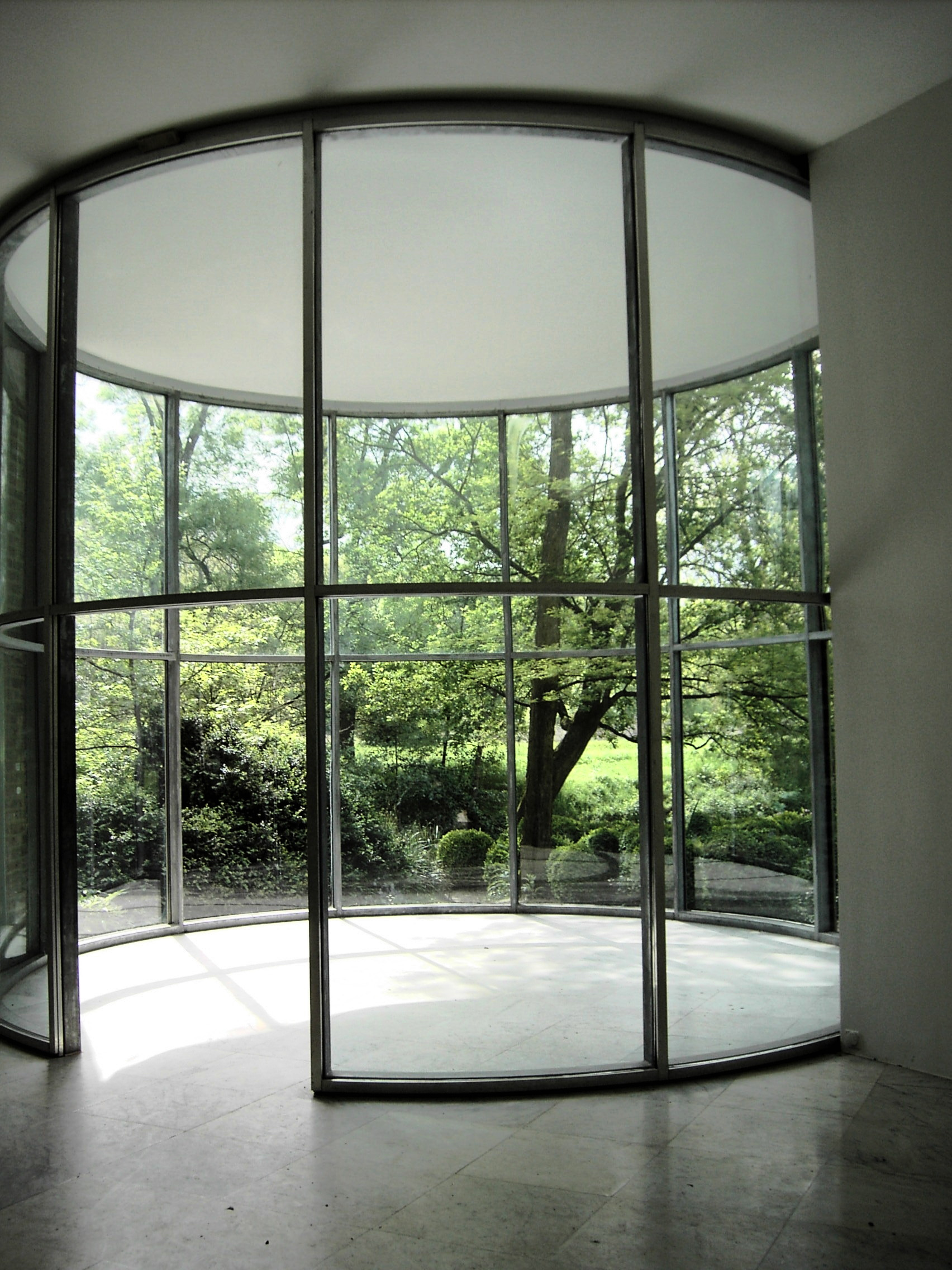
Erwin Heerich: Graubner-paviljoen (binnen), Museumsinsel Hombroich

## Biografie
- 1922 in Kassel geboren; jeugd en schoolbezoek aldaar, opleiding in een pottenbakkerij in Hannoversch Münden, stage aan de Kunstgewerbeschule tot begin van diensttijd (1941)
- 1945 na meerdere verwondingen uit de dienstplicht ontslagen
- Begin opleiding als kunstenaar: van 1945 tot 1950 studie beeldhouwen aan de Kunstacademie Düsseldorf bij Ewald Mataré, van 1950 tot 1954 Meisteratelier samen met Joseph Beuys eerste kartonsculpturen en tekeningen met isometrische vormgeving
- 1950 huwelijk met Hildegard Müller, (vier kinderen)
- 1954 begin activiteit als zelfstandig kunstenaar, eerste baan als docent
- 1957 assistent van Mataré in de Sommerakademie van Oskar Kokoschka in Salzburg
- vanaf 1959 kartonplastieken en tekeningen, grafiek met isometrische vormen;
- 1961 docent aan het Seminar für werktätige Erziehung in Düsseldorf;
- 1969 aanstelling als professor aan de kunstacademie in Düsseldorf, tot pensioen in (1988)
- Vele solo en groepstentoonstellingen in Duitsland en elders.
- 1974 lid van de Akademie der Künste, Berlijn
- 1978 Will Grohmann-prijs Berljin
- vanaf 1980 begin met ontwerpen voor Museum Insel Hombroich bij Neuss
- vele werken voor de openbare ruimte
- 1987 Max Beckmann-prijs van de stad Frankfurt am Main;
- 1995 Anton Stankowski-prijs
- 2004 overleden in Meerbusch-Osterath bij Düsseldorf

## Tentoonstellingen (een keuze)
s = solotentoonstelling
- 1964 Huize Van der Grinten, Kranenburg (s)
- 1966 Galerie Schmela, Düsseldorf, (s)
- 1967 Städtisches Museum, Mönchengladbach (s)
- 1968 Dwan gallery, New York (s)
- 1968 documenta IV, Kassel
- 1970 Kunsthalle Keulen
- 1972 Kunstverein für die Rheinlande u. Westfalen, Düsseldorf (s)
- 1973 XII.Biënnale van São Paulo, Brazilië
- 1974 Landesmuseum, Bonn (s)
- 1976 Kunstverein Freiburg im Breisgau (s)
- 1977 documenta VI, Kassel
- 1979 Akademie der Künste, Berlijn; Kestner-Gesellschaft, Hannover; Museum Haus Lange, Krefeld
- 1980 Museum Schloß Morsbroich, Leverkusen (s)
- 1982 Museum Haus Esters, Krefeld (s)
- 1982 Carnegie Institute, Pittsburgh, USA
- 1983 Kunstmuseum Bonn, Bonn (s)
- 1989 4e Triennale, Fellbach
- 1991 Queens Museum of Art, New York
- 1992 Wilhelm Lehmbruck-Museum, Duisburg (s)
- 1992 Museum Katharinenhof, Kranenburg (s)
- 1998 Heidelberger Kunstverein, Heidelberg
- 1999 Städtisches Museum, Mülheim an der Ruhr